# Cosmowarrior Zero : La Jeunesse d'Albator
Cosmowarrior Zero (コスモウォーリアー零, Kosumo Wōriā Zero) est une série d'OAV de science-fiction d'animation japonaise en 15 épisodes de 25 minutes réalisée par Kiyotaka Isako d'après le manga de Leiji Matsumoto. 13 épisodes ont été diffusés en 2001 puis 2 spéciaux sont sortis en vidéo en 2002.

## Synopsis
Fin du XXXe siècle, la guerre entre les Humanoïdes (aussi appelés Mécanoïdes) et l'Union terrestre prend fin. Les humains doivent capituler face aux Humanoïdes. Afin de satisfaire les vainqueurs, l'Union terrestre engage le commandant Warrius Zéro pour chasser les pirates qui continuent le combat contre les Humanoïdes. Le plus célèbre de ces pirates est le corsaire de l'espace Albator. Zéro prend le commandement du Karyu, l'un des derniers vaisseaux de la flotte de l'Union terrestre à ne pas avoir été détruit durant la grande guerre ; remis à neuf, il a même vu son système d'armement se moderniser. Zéro et son équipage s'envolent dans l'espace pour en finir avec Albator.

## Fiche technique
- Titre : Cosmowarrior Zero : La Jeunesse d'Albator
- Titre original : コスモウォーリアー零 - (Kosumo Wōriā Zero)
- Réalisation : Kiyotaka Isako
- Scénario Keisuke Nishioka d'après Leiji Matsumoto
- Personnages : Keisuke Masunaga
- Directeur de l'animation : Hirokazu Maruyama
- Producteurs : Keisuke Nishioka
- Durée : 15 × 25 minutes
- Dates de sortie en DVD :  Japon : 2001

## Doublage
- Toshiyuki Morikawa (VF : Didier Cherbuy) : Warrius Zero
- Aya Hisakawa (VF : Hélène Bizot) : Marina Oki
- Eiji Takemoto (VF : Éric Peter) : Albator
- Kikuko Inoue (VF : Susan Sindberg) : Emeraldas
- Hidenari Ugaki (VF : Mathieu Rivolier) : Grenadier
- Yoshiaki Matsumoto (VF : Vincent de Bouard) : Batlyser

## Épisodes

### Cosmowarrior Zero
1. Le Grand départ
2. L'Influence de Marina
3. Les Flammes du Karyu
4. L'Âme du soldat grenadier
5. Le Samouraï immortel
6. Harlock mon ami
7. La Voie de la justice
8. Marina, pensées éternelles
9. La Planète du désespoir
10. Au fin fond de la galaxie
11. Technologia
12. Une bataille sans fin
13. Le Serment

### Épisodes spéciaux
les épisodes de Cosmowarrior Zero Gaiden sortis en vidéo le 5 juillet 2002 :
1. Harlock VS Zero
2. L'Étendard de la liberté

## Personnages
- Warrius Zero
- Marina Oki
- Albator
- Emeraldas
- Grenadier
- Yattaran
- Toshirô

## Note
- Finalement, Albator apparaît très peu dans cette série. Le personnage principal étant le commandant Warrius Zero. Les 13 premiers épisodes sont la série d'origine. Les deux derniers sont deux épisodes spéciaux plus centrés sur la confrontation entre Zero et Albator.
- Cette série semble se dérouler avant Albator 84 car la guerre contre les Humanoïdes vient de finir et Albator a toujours ses deux yeux. Le vaisseau qu'il commande est le Death Shadow II qui a la même apparence que celui dans Albator, le corsaire de l'espace, ce qui concorde avec la fin de L'Anneau des Nibelungen : Siegfried où, à la fin du manga, le jeune Albator prend le commandement de ce vaisseau.